# 绍尔索
绍尔索是德国梅克伦堡-前波美拉尼亚州的一个市镇。总面积30.89平方公里，总人口478人，其中男性243人，女性235人（2011年12月31日），人口密度15人/平方公里。